# Statross le Magnifique
Pour plus de détails, voir Fiche technique et Distribution.
Statross le Magnifique est un court métrage français de Rémi Lange sorti en 2006 (support DVD). La bande originale est de Jann Halexander.

## Synopsis
Statross est un baron mulâtre qui vit dans une demeure hantée par le fantôme de son père, colonel nazi. Statross est tourmenté par son identité et le passé de ses ancêtres.

## Fiche technique
- Titre : Statross le magnifique
- Réalisation : Rémi Lange
- Scénario : Jann Halexander et Rémi Lange
- Musique : Jann Halexander
- Photographie : Rémi Lange
- Montage : Sébastien Veen
- Production : Jann Halexander
- Société de production : Trilogie Halexander
- Durée : 23 minutes
- Diffusion : DVD Collection Homovies, Société Les Films de l'Ange, juin 2006.

## Distribution
- Jann Halexander : Statross
- Pascale Ourbih : la femme de Statross
- Antoine Parlebas : David Atzaïr
- Ilmann Bel : Tarik

## Autour du film
Premier volet d'une trilogie dont la première partie est signée Rémi Lange, durée du film 23 minutes, durée totale du dvd (inclus bonus audio, bonus vidéos, interview, concert de Jann Halexander et bandes annonces) 1h59. Pal.Stéréo. All Zones. Couleur. Collection Homovies.
Ce film est le premier volet d'une Trilogie sur le personnage de Statross Reichmann, incarnation de l'Occident et de toutes ses contradictions.
Certaines boutiques en France et en Belgique refusèrent de vendre le film en raison des 3 mots en haut de la jaquette : sexe, race, mort.[réf. souhaitée]